# Crematogaster nigriceps
A Crematogaster nigriceps é uma espécie africana de formiga que, segundo a literatura científica, viveria sob espécie de acácia africana Acacia drepanolobium, e protegeria-a dos elefantes (picando-lhes a tromba quando o elefante se tentava alimentar da planta).